# Somerton Park
Somerton Park – nieistniejący stadion wielofunkcyjny w Newport, w Walii. Odbywały się na nim mecze piłkarskie, zawody żużlowe oraz wyścigi psów. W latach 1912–1989 z obiektu korzystał zespół Newport County.
Rekordową frekwencję zanotowano 16 października 1937 roku; mecz Newport County – Cardiff City obejrzało 24 268 widzów. Na Somerton Park w sezonie 1980/81 miały miejsce mecze Pucharu Zdobywców Pucharów; zespół Newport County awansował wówczas do ćwierćfinału tych rozgrywek.
W 1993 roku stadion został zburzony, a w jego miejscu powstały nowe budynki mieszkalne.